# Jüdischer Friedhof (Sokolov)
Koordinaten: 50° 10′ 42,1″ N, 12° 39′ 36,7″ O

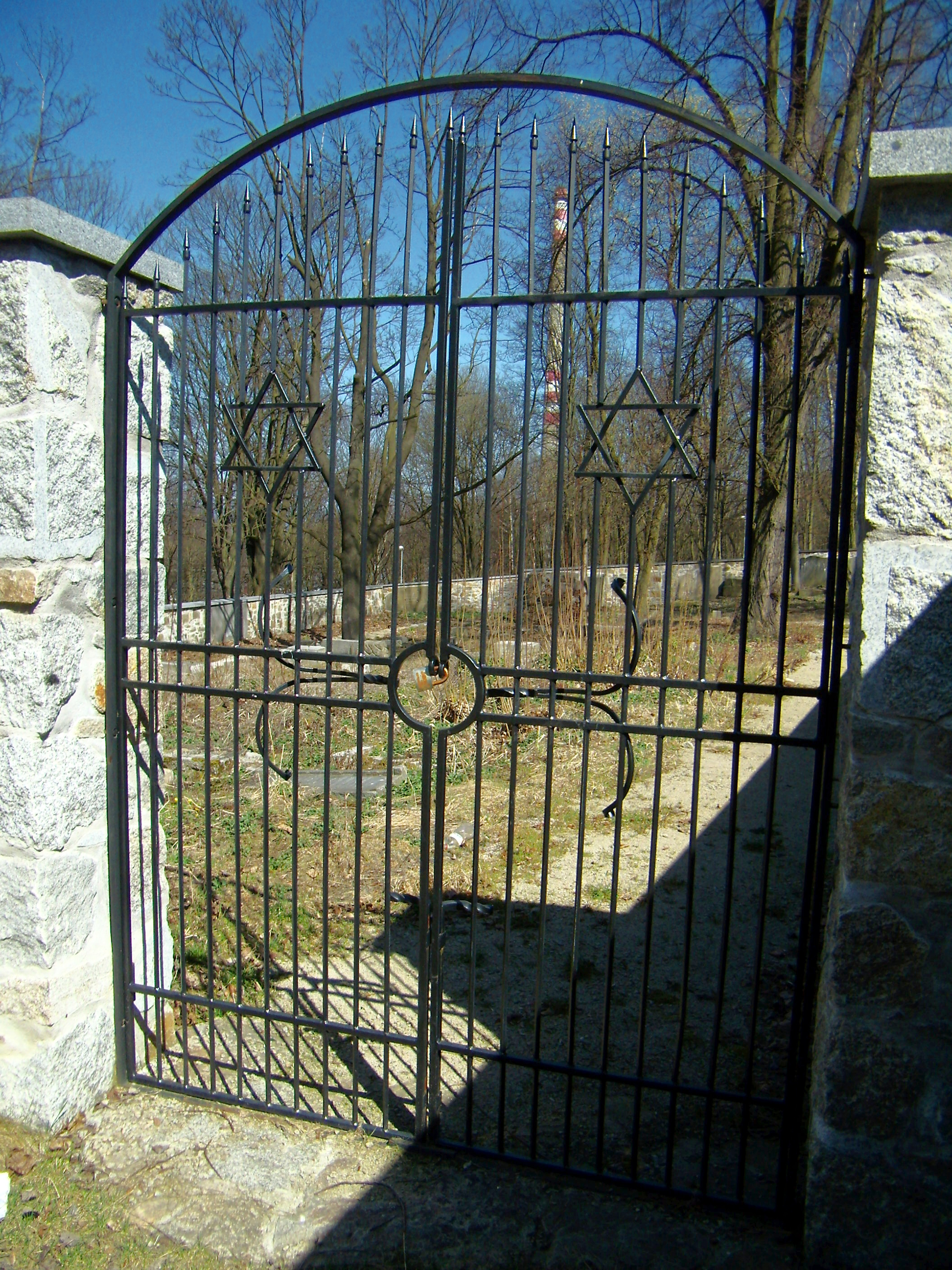
Eingang zum jüdischen Friedhof in Sokolov

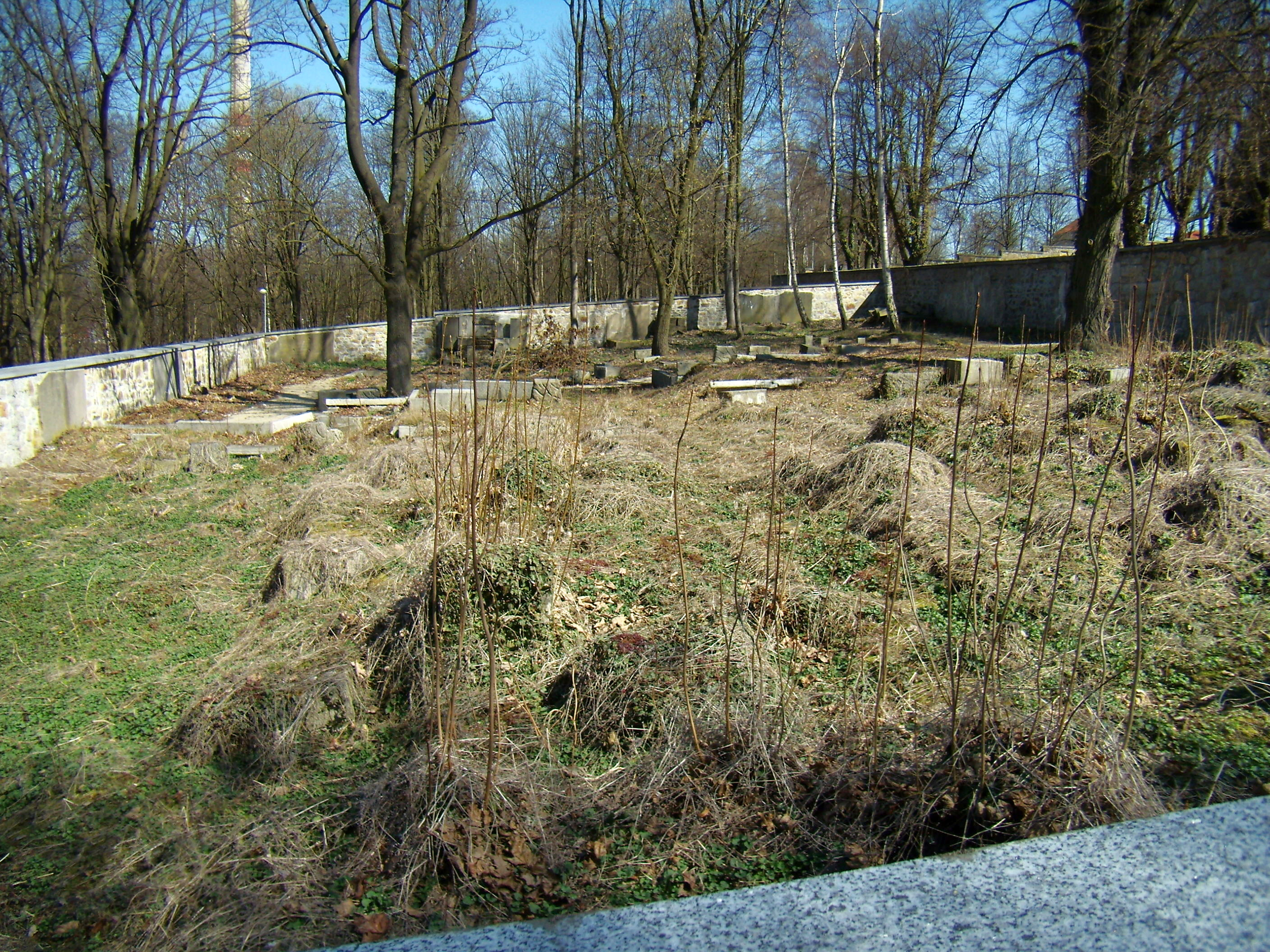
Ansicht des Friedhofs

Der Jüdische Friedhof in Sokolov (deutsch Falkenau an der Eger), einer tschechischen Stadt im Karlovarský kraj in Nordwestböhmen, wurde 1878 angelegt. 
Auf dem jüdischen Friedhof, der während des Zweiten Weltkriegs von den deutschen Besatzern zerstört wurde, sind nur noch wenige Grabsteine erhalten.